# 伊甸公園
伊甸公園（英語：Eden Park）為紐西蘭最大的體育場。它位於紐西蘭奧克蘭都會區的中心商業區。

## 外部連結
- 伊甸公園網站 （页面存档备份，存于）

| 新頭銜                     | 世界盃橄欖球賽 決賽場地 1987 | 繼任者： 特維克南運動場 倫敦 |
| 前任： 法蘭西體育場 聖但尼 | 世界盃橄欖球賽 決賽場地 2011 | 繼任： 特維克南運動場 倫敦   |

}}
| 前任： 王子公园球场 巴黎 | 女子世界盃足球賽 開幕場館 2023年国际足联女子世界杯 | 繼任： 待定 |